# Arnold Friberg
Pour les articles homonymes, voir Friberg.
Arnold Friberg, né le 21 décembre 1913 à Winnetka, Illinois (États-Unis) et mort le 1er juillet 2010 à Salt Lake City, Utah (États-Unis) est un peintre américain connu pour ses œuvres traitant de sujets religieux et patriotiques.
Il est surtout connu pour sa peinture de 1975 La prière à Valley Forge, une représentation de George Washington priant à Valley Forge. Il a été admis comme membre à vie de la Royal Society of Arts. Il a également fait une série de peintures représentant des scènes du Livre de Mormon pour l'Église de Jésus-Christ des saints des derniers jours.